# Justicia ulei
Justicia ulei är en akantusväxtart som beskrevs av Gustav Lindau. Justicia ulei ingår i släktet Justicia och familjen akantusväxter. Inga underarter finns listade i Catalogue of Life.